# Oligonychus peruvianus
Oligonychus peruvianus är en spindeldjursart som först beskrevs av McGregor 1917.  Oligonychus peruvianus ingår i släktet Oligonychus och familjen Tetranychidae. Inga underarter finns listade i Catalogue of Life.